# Jérôme Fernandez
Jérôme Loïc Fernandez (ur. 7 marca 1977 roku w Cenon), francuski piłkarz ręczny, wielokrotny reprezentant kraju. Występuje na pozycji lewego rozgrywającego.
Od sezonu 2011/12 występuje we francuskiej Division 1, w drużynie Fenix Toulouse Handball.

## Życiorys
W 2008 wziął udział w igrzyskach olimpijskich w Pekinie. W trakcie meczu grupowego z Chorwacją złamał rękę, co wykluczyło go z turnieju.
W 2001 r. zdobył pierwsze mistrzostwo świata.
Podczas Igrzysk Olimpijskich 2008 w Pekinie zdobył złoty medal olimpijski, a także mistrz olimpijski 2012.
W 2009 roku w Chorwacji wywalczył mistrzostwo Świata. W finale ekipa Francji pokonała Chorwację 24:19.
Dwukrotny mistrz Europy z 2006 r. w Szwajcarii i z 2010 r. z Austrii. Podczas ME w 2010 r. Francuzi pokonali w wielkim finale Chorwację 25:21.
W 2011 r. drugi raz z rzędu został mistrzem Świata. Turniej odbywał się w Szwecji.
Jérôme jest obecnie najlepszym strzelcem w historii francuskiej piłki ręcznej na poziomie reprezentacyjnym. Obecnie w 355 meczach zdobył 1385 goli (stan na 1 czerwca 2013).

## Życie prywatne
Ma żonę Stephanie, a w 2007 r. urodził się im syn Killian.

## Sukcesy

### reprezentacyjne
Mistrzostwa Świata:
- (2001, 2009, 2011)
- (2003, 2005)

Mistrzostwa Europy:
- (2006, 2010, 2014)
- (2008)

Igrzyska Olimpijskie:
- (2008, 2012)

### klubowe
Mistrzostwa Francji:
- (2000, 2002)

Puchar Francji:
- (1998, 2000, 2001, 2002)

Mistrzostwa Niemiec:
- (2011)

Superpuchar Niemiec:
- (2011)

Liga Mistrzów:
- (2005, 2009)

Puchar Niemiec:
- (2011)

Puchar EHF:
- (2003)

Mistrzostwa Hiszpanii:
- 2003, 2006, 2009, 2010

Puchar Króla:
- 2004

## Wyróżnienia
- Najlepszy lewy rozgrywający sezonu 2008/2009 oraz 2009/2010 w Lidze ASOBAL
- Najlepszy lewy rozgrywający sezonu 2011/2012 w Division 1
- MVP oraz najlepszy lewy rozgrywający sezonu 2013/2014 w Division 1

## Odznaczenia
- Kawaler Narodowego Orderu Zasługi[3]
- Kawaler Legii Honorowej[4]
- Oficer Narodowego Orderu Zasługi[5]